# Лотыгольская земля

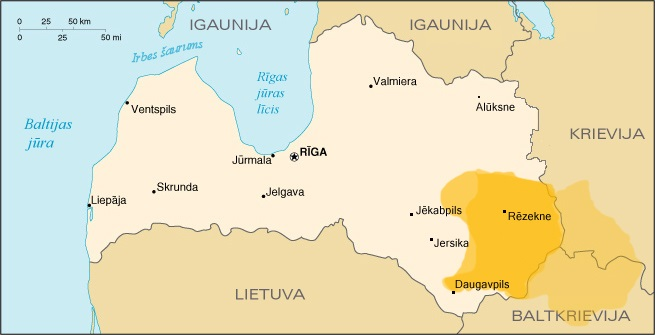
Земли Лотыголы (Lotygola)

Лотыгола, или Лотыгольская земля (латг. Lotygola, латыш. Lotigola, ст.‑слав. Лотыгола, Лѣтьгола) — историческая область, земля латгалов в средние века, упоминаемая часто в Псковских и Новгородских летописях, а также в других письменных источниках того времени. Соответствует в основном региону Латгалия. Находилась на территории современной восточной Латвии, частично также Белоруссии. Латыгола или летьгола (ст.‑слав. лѣтьгола) также в этих источниках было этнонимом самих латгалов.
Лотыгола была частью Герсикского княжества, которое в свою очередь, было в подчинении Полоцка. Так, землёй в 1220-х годах управлял князь герсикский Всеволод, упоминаемый в Хронике Ливонии Генриха Латвийского как Виссевальд (лат. Wissewaldus) в качестве «короля Полоцка», то есть бывшим в подчинении полоцкого князя Владимира.
После упразднения в 1239 году Герсикского княжества в пользу немцев Ливонского ордена, Лотыгольская земля осталась в Полоцком княжестве.
В 1242 году, как сообщает Новгородская первая летопись, после поражения в Ледовом побоище немцы отказались от завоёванной перед этим Лотыголы, а также от Води, Луги и Пскова (ст.‑слав. Пльсковъ):

«Того же лѣта Нѣмци прислаша с поклономь: „безъ князя что есмы зашли Водь, Лугу, Пльсковъ, Лотыголу мечемь, того ся всего отступаемъ; а что есмы изъимали мужии вашихъ, а тѣми ся розмѣнимъ: мы ваши пустимъ, а вы наши пустите“; и таль пльсковьскую пустиша и умиришася».

В 1248 и 1253 гг. князем полоцким был литовец Товтивил, который временно утратил Лотыголу в пользу Ливонского ордена. К 1263—1264 году Ливонский орден окончательно подчинил Лотыгольскую землю, отказавшись от претензий на сам Полоцк, который постепенно попадал под влияние формировавшегося Великого княжества Литовского. В 1561 году в ходе Ливонской войны территория прежней Лотыголы вместе с большей частью всего Ливонского ордена, была подчинена Литвой (с 1569 года — польско-литовской Речью Посполитой, после раздела которой c 1772 года — Россией, с 1920 года — Латвией).